# Stöðvarfjörður
Stöðvarfjörður [ˈstœðvarˌfjœrðʏr] ist ein kleiner Ort im Osten von Island.
Die Siedlung entstand um 1896, als sich hier ein Kaufmann niederließ.
Die Landgemeinde (isl. Stöðvarhreppur) entstand 1905.
Im Jahr 2006 bildete sich daraus zusammen mit der Búðahreppur die Gemeine Austurbyggð, die 2006 mit anderen zur Gemeinde Fjarðabyggð wurde, in der jetzt 5262 Einwohner leben.
Der Ort liegt im gleichnamigen Fjord und seit November 2017 an der Ringstraße .
Davor war hieß der Straßenzug Suðurfjarðavegur .
Die große private Sammlung von Petra Sveinsdóttir (1922–2012) zeigt vor allem viele unterschiedliche Kristalle, für die die Gegend berühmt sind.
Der Eiszeitgletscher, der bis vor 10.000 Jahren in den Kaltzeiten auf dem Land lag, ruhte besonders schwer auf den Ostfjorden, weil sich hier beim heutigen Vatnajökull auch in der Eiszeit die größten Gletscher befanden.
Daher wurden hier an die 2000 m durch Gletscherabrieb erodiert.
So kann man hier besonders gut in das Innere großer alter Zentralvulkane hineinsehen und unterschiedlichste vulkanische Gesteinsarten finden (siehe auch Berufjörður).
Auch am Reyðarfjörður, Fáskrúðsfjörður und Stöðvarfjörður befinden sich die Reste solcher Vulkane, die bis zu 12 Millionen Jahre alt sind.
2003 wurden in der Nähe des Gehöftes Stöð durch Zufall die Fundamente zweier Langhäuser aus der Zeit der Wikinger entdeckt.
Archäologische Untersuchungen ergaben 2018, dass die Gebäude um 800 erbaut wurden und damit erheblich älter sind, als bisher vermutet wurde.
Stöðvarfjörður verfügt über eine Grundschule, Kindergarten, Bibliothek und über ein Schwimmbad. Für die medizinische Grundversorgung gibt es ein Gesundheitszentrum (Heilsugæslustöð). Im Ort befinden sich ein Campingplatz und andere Unterkünfte für Touristen.
Als Pfarrkirche diente hier ursprünglich die 1879 erbaute Kirche des Gehöftes Stöð.
Als sie baufällig war, errichtete man im Ort 1925 die Kirche Stöðvarfjarðarkirkja.
Sie wurde profaniert, als 1991 die neue Kirche fertiggestellt war.
Seit 1999 dient sie als Unterkunft für Touristen.
Die neue Kirche etwas außerhalb des Ortes wurde 1991 erbaut.

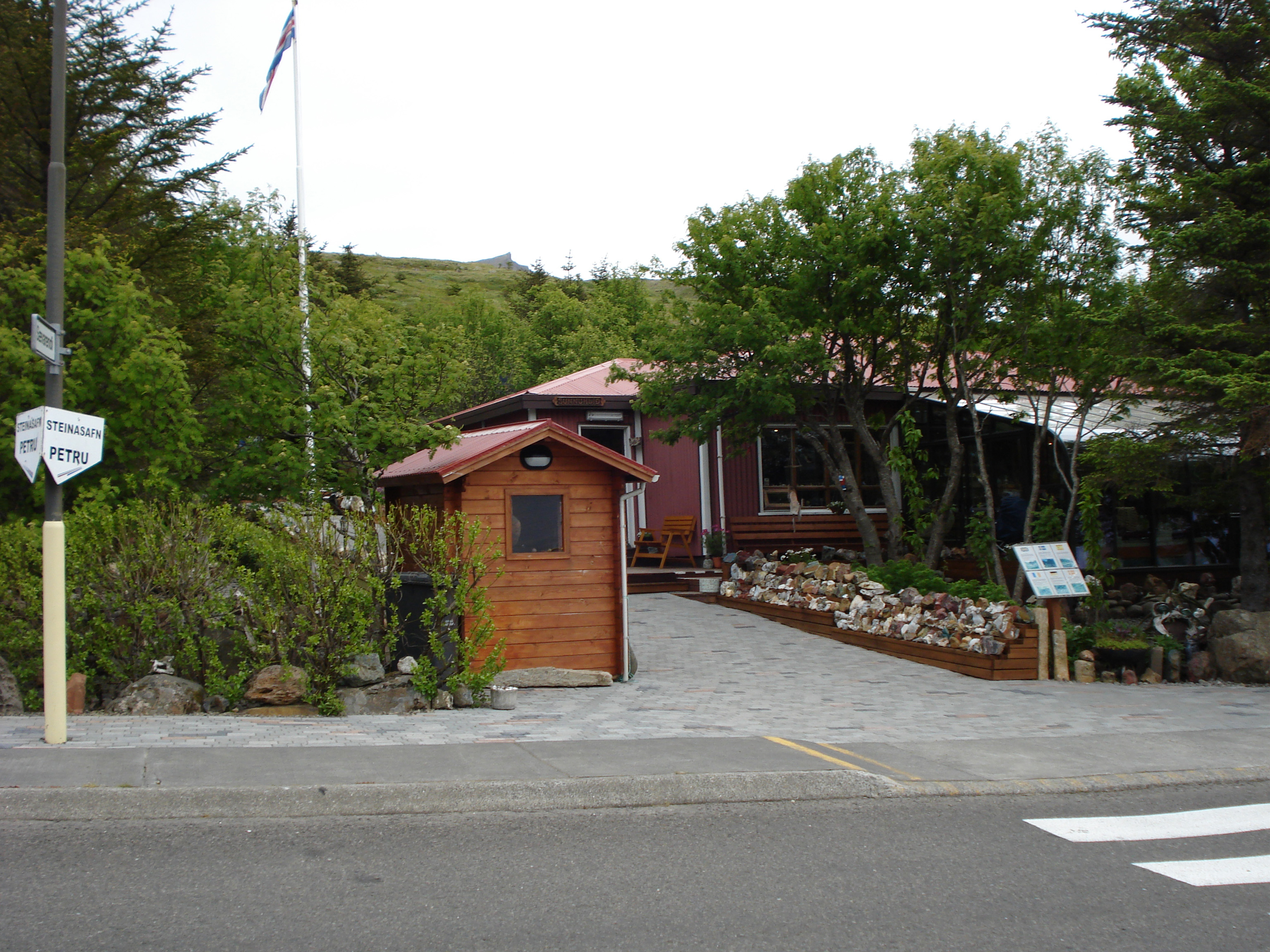
Mineralogische Sammlung Petra Sveinsdóttir, Stöðvarfjörður
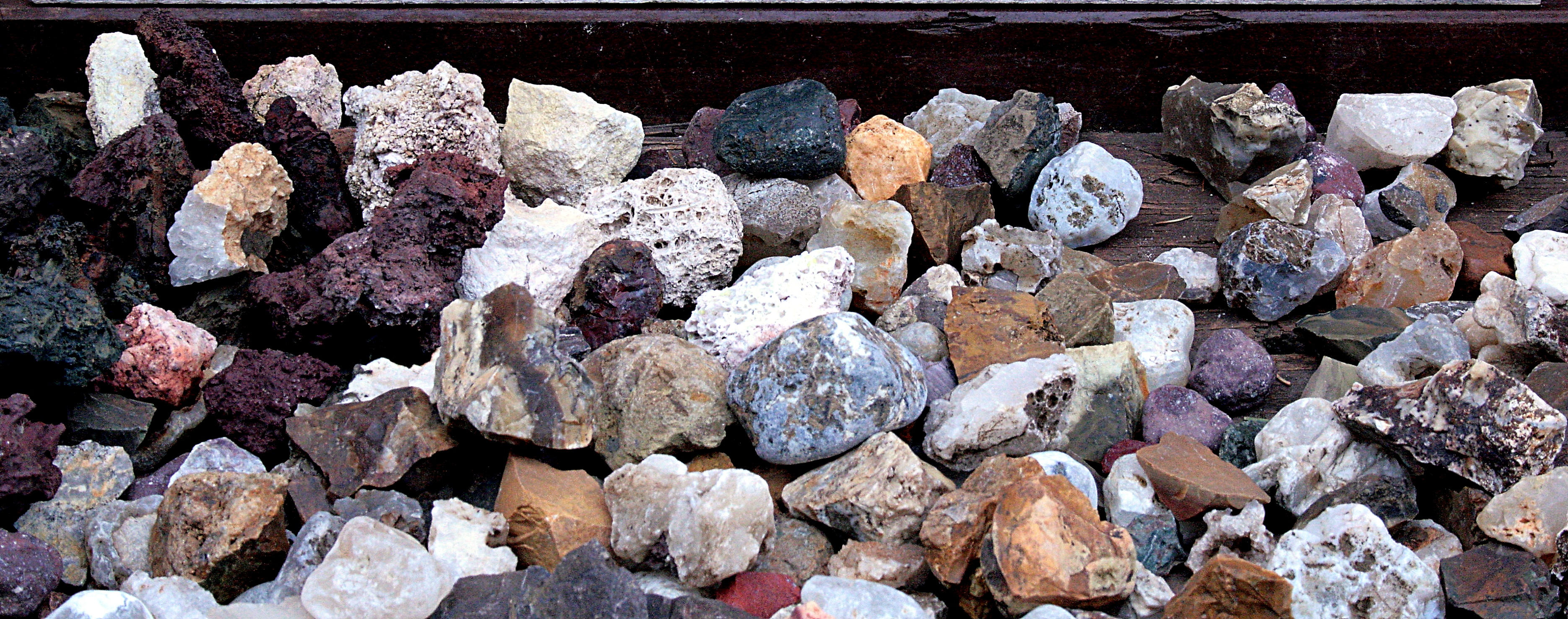
Mineralogische Sammlung